# Payena
Payena es un género con 71 especies de plantas  perteneciente a la familia de las sapotáceas. 

## Especies seleccionadas
- Payena acuminata
- Payena annamensis
- Payena balem
- Payena bankensis
- Payena bawun
- Payena beccarii
- Payena leeri
- Payena maingayi
- Payena selangorica

## Sinónimos
- Ceratephorus, Hapaloceras, Keratephorus